# Pterostichus gerstlensis
Pterostichus gerstlensis är en skalbaggsart som beskrevs av Ball. Pterostichus gerstlensis ingår i släktet Pterostichus och familjen jordlöpare. Inga underarter finns listade i Catalogue of Life.